# Кућа Висенс
Кућа Висенс је прва значајнија грађевина коју је пројектовао Антони Гауди. Изграђена је као породична кућа индустријалца Мануела Висенса. Место изградње је било мало, зато што је ту већ био формиран стамбени блок, а данас је још мање због проширења улице. На изглед ове зграде је највећи утицај остварио стил Мавра, што је највидљивије на горњем делу зграде. 
Приликом избора материјала за фасаду, избор је пао на комбинацију голог камена, грубих црвених цигала и обојених керамичких плочица. Мануел Висенс је поседовао фабрику цигли и плочица, па су ти материјали били направљени у његовој фабрици.